# Stéphane Travert
Stéphane Travert (ur. 12 października 1969 w Carentan) – francuski polityk i samorządowiec, deputowany do Zgromadzenia Narodowego, od 2017 do 2018 minister rolnictwa.

## Życiorys
Kształcił się na studiach prawniczych i biznesowych. W 1988 dołączył do Partii Socjalistycznej, pełnił różne funkcje w strukturach PS w departamencie Manche (m.in. pierwszego sekretarza). Pracował w przemyśle, później w administracji lokalnej, był dyrektorem gabinetu zastępcy mera Caen. W 2010 wybrany na radnego Dolnej Normandii, a w 2015 na radnego regionu Normandia. W wyborach w 2012 uzyskał mandat posła do Zgromadzenia Narodowego XIV kadencji.
W 2016 dołączył do ruchu En Marche! Emmanuela Macrona. W wyborach parlamentarnych w 2017, 2022 i 2024 z powodzeniem ubiegał się o poselską reelekcję.
21 czerwca 2017 został mianowany ministrem rolnictwa i żywności w nowo utworzonym drugim rządzie Édouarda Philippe’a. Urząd ten sprawował do października 2018. Przystąpił do powstałego w 2020 ruchu Territoires de progrès, skupiającego lewicowych stronników prezydenta.